# Sarah Walker (escritora)
Sarah Walker (1965) es una autora, guionista y productora de guiones australiana. Ha escrito para varias series dramáticas, como Home and Away, Neighbours y All Saints. En 2013 cocreó la comedia dramática Wonderland con Jo Porter. Walker también ha escrito novelas y ha trabajado como periodista y actriz, apareciendo en Man of Flowers (1983).

## Biografía
Walker nació y creció en Sídney. En su adolescencia escribió guiones y trabajó brevemente como actriz. Estudió escritura creativa mientras trabajaba en el sector de las revistas, y es licenciada en Comunicación por la Universidad Tecnológica de Sídney. Fue subeditora jefe de New Weekly.
Walker es abiertamente lesbiana y salió del armario a los 16 años.

## Trayectoria
Walker recibió un contrato de publicación para dos novelas y escribió la historia de su salida del armario The Year of Freaking Out en 1997. Comenzó su carrera como guionista en la serie Breakers. Tras su cancelación, pasó a Home and Away y All Saints. Ayudó a crear el personaje de Charlotte Beaumont (interpretado por Tammy MacIntosh), que en un principio era lesbiana, pero cuando Walker abandonó la serie se convirtió en heterosexual. Walker ha escrito para Neighbours, HeadLand y A Place To Call Home. Ayudó a desarrollar Winners & Losers y cocreó Wonderland. Walker también ha trabajado en Wentworth.
En 2016, Walker recibió una nominación del Australian Writers' Guild (Sindicato de Escritores de Australia) por el "Episodio 6381" de Home and Away en la categoría de Mejor Guion para una Serie de Televisión.
En 2023, Walker fue anunciada como parte del equipo de guionistas de la segunda temporada de The Twelve (serie de televisión australiana), Walker también escribió un episodio para la serie de SBS Erotic Stories.

## Créditos seleccionados
| Año          | Título                           | Rol                            | Notas         |
| ------------ | -------------------------------- | ------------------------------ | ------------- |
| 2025         | La vieja guardia 2               | Escritora                      |               |
| 2022-present | The Twelve                       | Guionista y productora de EEXC | 8 episodios   |
| 2023         | Erotic Stories                   | Escritora                      | 1 episodio    |
| 2023         | Mother and Son                   | Escritora                      | 3 episodios   |
| 2019         | Bad Mothers                      | Escritora                      | 1 episodio    |
| 2013-15      | Wentworth (serie de televisión)  | Consultora de guiones          | 7 episodios   |
| 2013-15      | Wonderland                       | productora de guiones          | 44 episodios  |
| 2011         | Winners and Losers               | productora de guiones          | 8 episodios   |
| 2001-05      | All Saints (serie de televisión) | Editora/Escritora              | 24 episodios  |
| 2000-18      | Home and Away                    | Consultora de guion/escritora  | 289 episodios |
| 1998-99      | Breakers                         | Editora de historias           | 429 episodios |

## Libros
- Simple Things - publicado por Pan Macmillan, 1996
- The Year of Freaking Out - publicado por Pan Macmillan, 1997
- Camphor Laurel - publicado por Pan Macmillan, 1998 (Ganador del Libro Infantil de Honor del Año)
- Water Colours - publicado por Hodder, 2000
- If Only - publicado por Hodder Headline, 2001
- The Tin Man - publicado por Allen & Unwin, 2000
- Lucky Three - publicado por Hodder, 2003